# Миленин, Семён Михайлович
Семён Михайлович Миле́нин (род. 13 сентября 1903, Луганск, Российская империя — 8 июля 1966) — советский театральный художник. заслуженный деятель искусств Узбекской ССР (1944).

## Биография
Родился 13 сентября 1903 года в Луганске. Учился во Вхутемасе. С 1922 года начал работать как художник в т-рах Днепропетровска, Куйбышева и других городов. С 1936 года живёт и работает в Узбекистане; до 1960 года — главный художник Узбекского театра драмы имени Хамзы. Способствовал развитию узбекского театрального искусства. Его лучшие работы отмечены знанием фольклора и жизни узбекского народа.

## Спектакли
- 1936 — «Коварство и любовь» Ф. Шиллера
- 1937 — «Пограничники» В. Н. Билль-Белоцерковского
- 1938, 1955 — «Гроза» А. Н. Островского
- 1940 — «Павел Греков» Б. И. Войтехова и Л. С. Ленча
- 1941 — «Отелло» Шекспира
- 1945 — «Алишер Навои» Уйгуна и И. А. Султанова
- 1947 — «Русский вопрос» К. М. Симонова
- 1949 — «Гамлет» Шекспира; «Из искры…» Ш. Н. Дадиани
- 1952 — «Шёлковое сюзане» А. Каххара
- 1953 — «Сердечные тайны» Б. Рахманова
- 1955 — «Разбойники» Б. Рахманова
- 1957 — «Путеводная звезда» К. Яшена

## Награды и премии
- орден «Знак Почёта» (18.03.1959)[1]
- заслуженный деятель искусств Узбекской ССР (1944)
- Сталинская премия второй степени (1949) — за оформление спектакля «Алишер Навои» Уйгуна и И. А. Султанова[2]